# 103738 Stephaniewilson
103738 Stephaniewilson este o planetă minoră (asteroid) din centura de asteroizi. A fost descoperită pe 5 februarie 2000 la Observatorul Național Kitt Peak de Marc Buie⁠(d). 
Obiectul prezintă o orbită caracterizată de o semiaxă mare de 2,7045751103955 UAi, o excentricitate de 0,061411970534884, o înclinație de 3,4061561915008 ° în raport cu ecliptica.